# Neospiroloculina
Neospiroloculina es un género de foraminífero bentónico de la familia Spiroloculinidae, de la superfamilia Milioloidea, del suborden Miliolina y del orden Miliolida. Su especie tipo es Neospiroloculina espirituensis. Su rango cronoestratigráfico abarca el Holoceno.

## Clasificación
Neospiroloculina incluye a las siguientes especies:
- Neospiroloculina charlesensis
- Neospiroloculina espirituensis